# Unionsbräu
Der Unionsbräu ist eine Gaststätte – früher mit Hausbrauerei – an der Einsteinstraße im Münchner Stadtteil Haidhausen. Zuvor war sie bis zur Jahrhundertwende zum 20. Jahrhundert eine der größten Münchner Brauereien.

## Geschichte

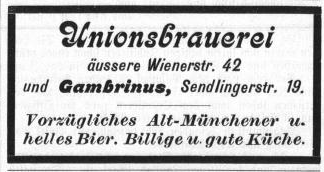
Reklame der Unionsbrauerei Schülein & Cie. in der Münchener Ratsch-Kathl, 1904

Die Brauerei wurde 1885 von Joseph Schülein unter der Firma Unionsbrauerei Schülein & Cie. in der Rechtsform einer Aktiengesellschaft gegründet. 1905 wurde die Münchner Kindl-Brauerei übernommen und 1921 erfolgte die Fusion mit der Münchner Aktienbrauerei zum Löwenbräu. Die Marke „Triumphator“ der Löwenbräu AG wurde von der Unionsbrauerei Schülein & Cie. im Zuge der Fusion übernommen, ebenso die Marke „Hellquell“. Der Name „Unionsbrauerei“ wurde später nur noch durch die Gastwirtschaft bei den ehemaligen Brauereigebäuden bewahrt, die Gastwirtschaft wurde mehrfach umbenannt: zunächst in „Danny’s Pan“, dann in „Song-Parnass im Unionsbräu“.
Die alten Brauereigebäude stehen zum Teil noch heute, die Braukeller werden kulturell genutzt. Seit 1990 heißt die Gastwirtschaft wieder „Unionsbräu“, im kleinen Braukeller wurde bis 2012 das naturtrübe Bier für die Gaststätte gebraut. Saisonal wurde dort auch das dunkle Bockbier „Unimator“ gebraut und ausgeschenkt. Neben dem Gebäude des Hofbräukellers sind die noch erhaltenen Anlagen des Unionsbräu heute die letzten verbliebenen Zeugen der einst in Haidhausen in vielen Betrieben florierenden Brauindustrie; vor allem die zwischen Einsteinstraße und Kirchenstraße gelegenen Keller sind als Baudenkmal bedeutsam.
Ab November 2012 war die Gaststätte „Unionsbräu“ geschlossen. Der langjährige Wirt Ludwig Hagn ist auch der Wirt des Löwenbräu-Festzelts auf dem Oktoberfest; der Betrieb des „Unionsbräu“ hatte ihm jahrelang Verluste eingebracht, die er mit Oktoberfest-Einnahmen ausgeglichen hatte.
Am 1. Dezember 2015 wurde die Gaststätte „Unionsbräu“ ohne Weiterführung des Brauerei-Betriebs wiedereröffnet. Der neue Wirt Igor Divjak bot in der Gaststätte im Erdgeschoss bayerische und internationale Küche an. Im ersten Stock und den beiden Kellergeschossen verfolgte er ein gemischtes Nutzungskonzept, unter anderem mit Feiern und Partys. Anfang 2020 gab Divjak die Gaststätte auf; zuvor hatte er einen Rechtsstreit mit der Stadt München, unter anderem hinsichtlich Untervermietungen. Es folgte ein Wirt, dem die Stadt nach einem erheblichen Wasserschaden im August 2021 kündigte, was zu einem Rechtsstreit zwischen Wirt und Stadt führte, der Stand Sommer 2023 noch anhängig ist.

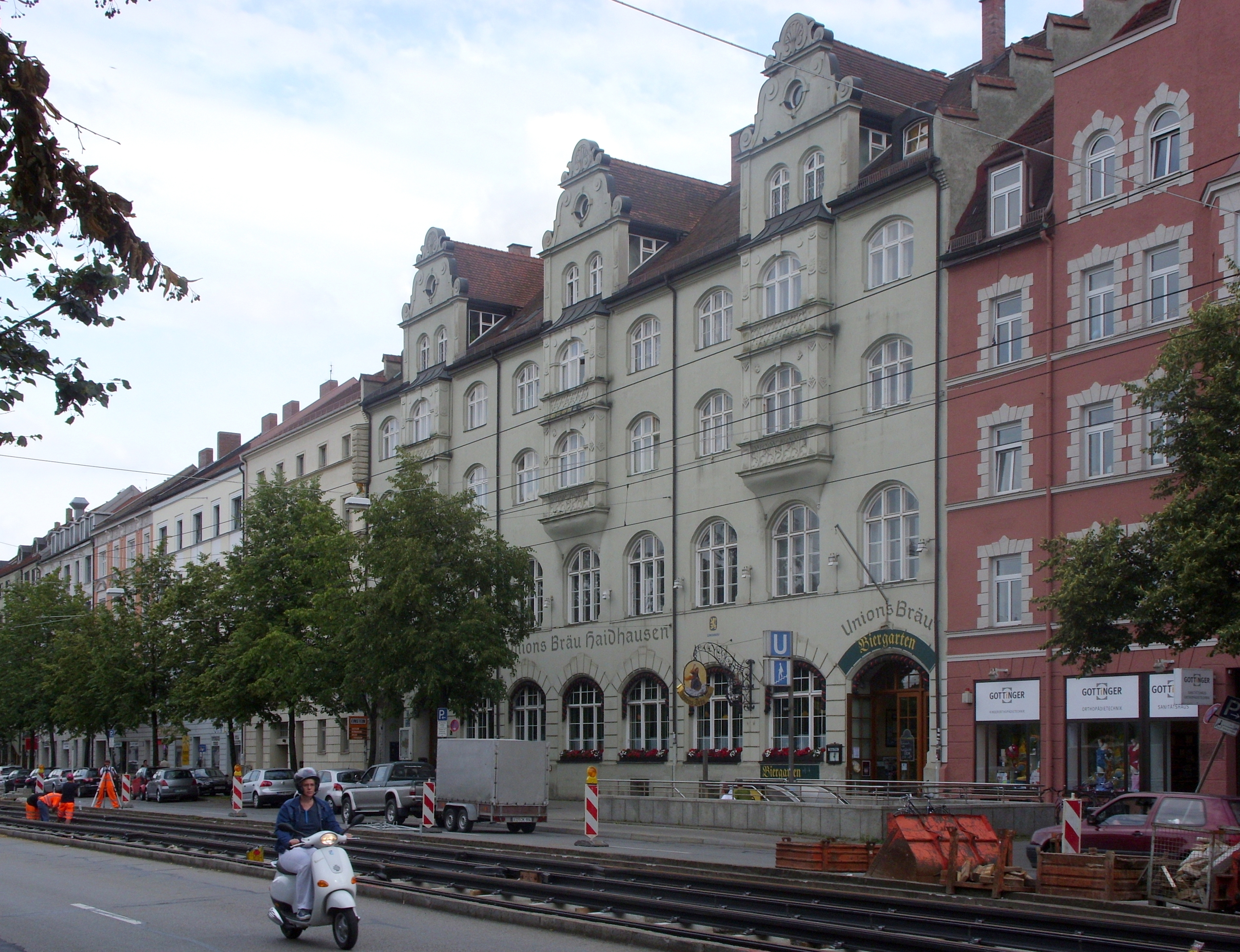
Unionsbräu
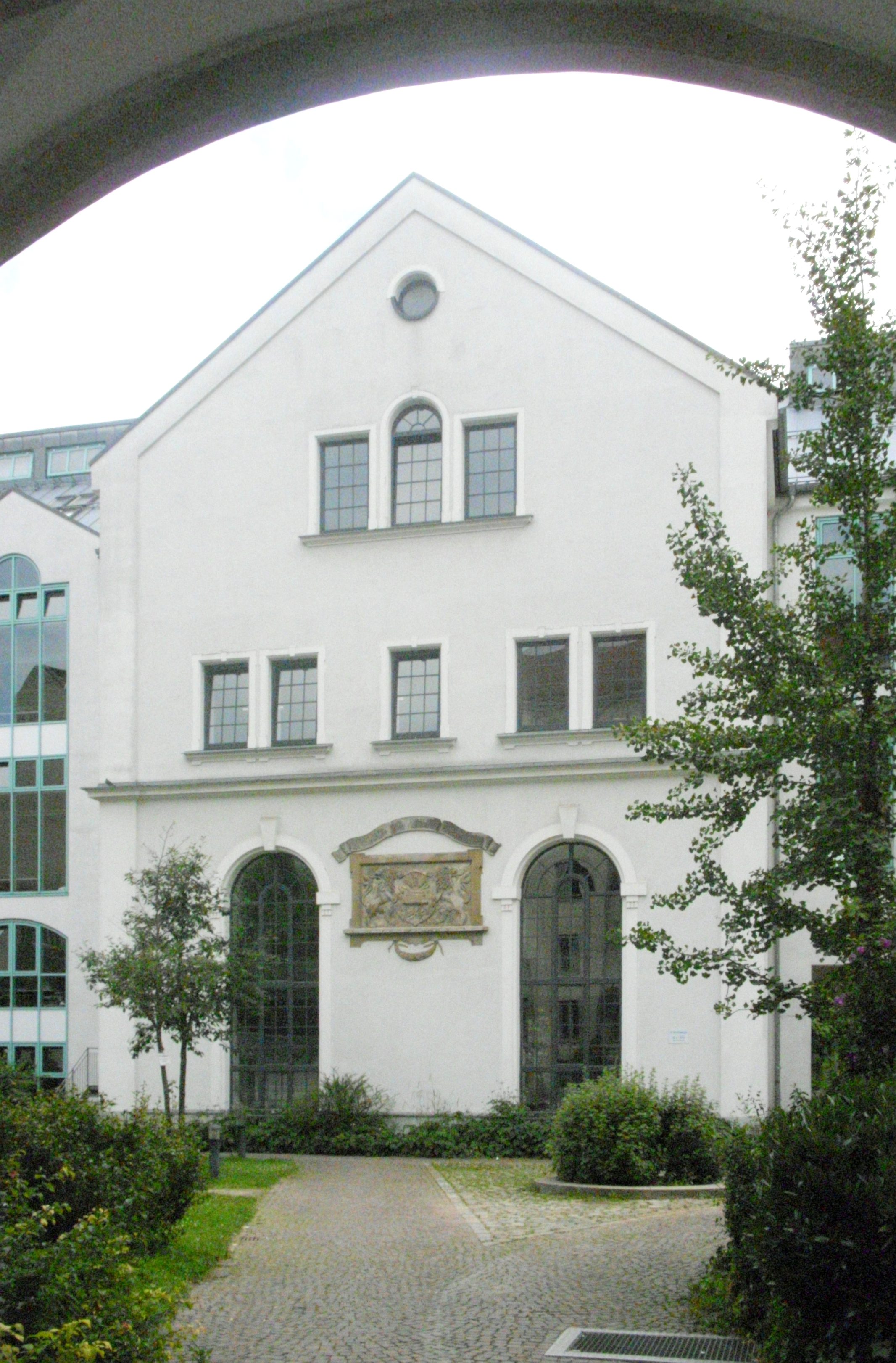
Unionsbräu – ehemaliges Sudhaus
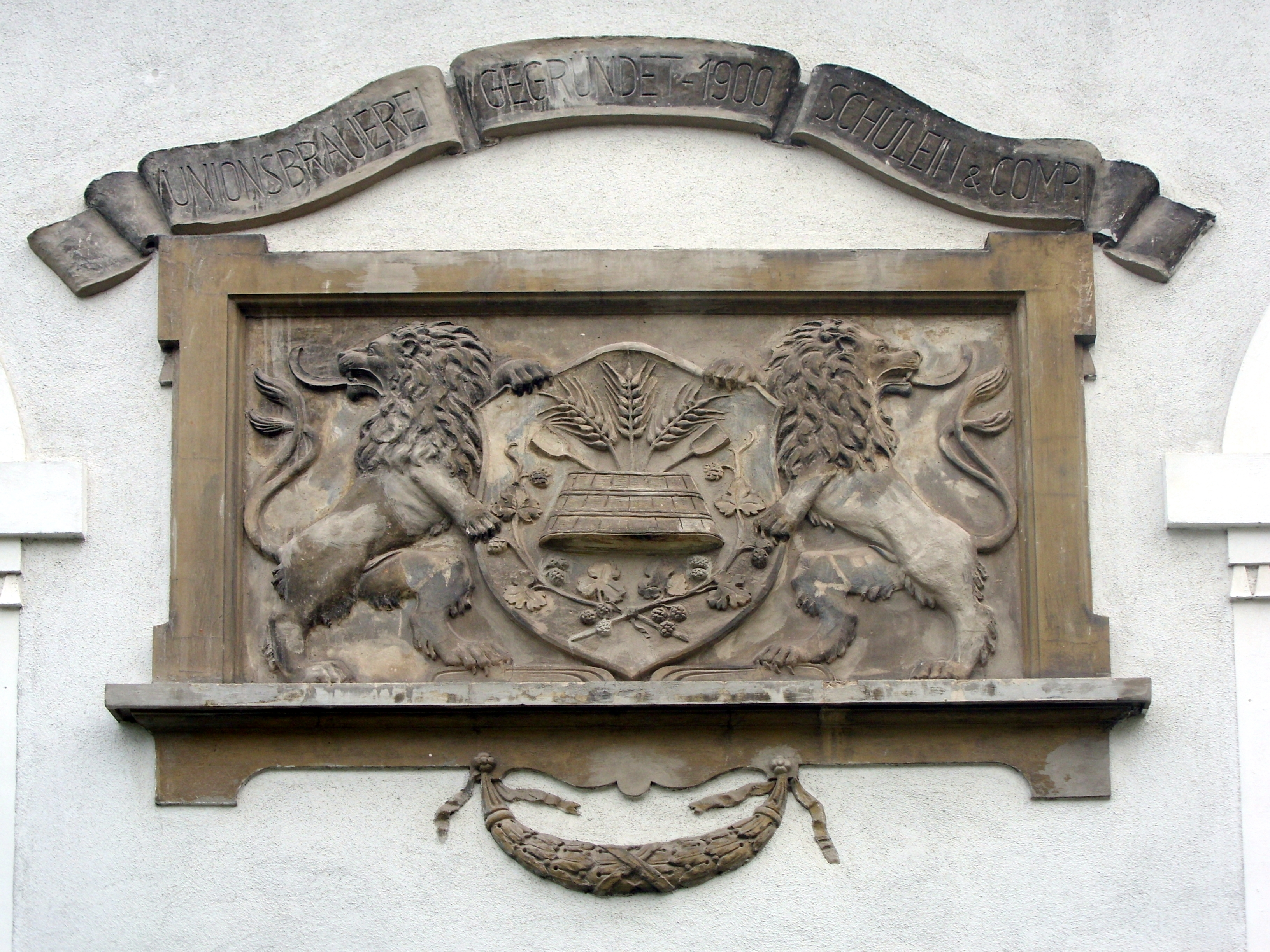
Unionsbräu – Detail ehemaliges Sudhaus